# Zombie (sång)
"Zombie" är en låt med den irländska rockgruppen The Cranberries. Den är skriven av gruppens sångerska Dolores O'Riordan och är en protestsång mot våldet i Nordirlandskonflikten, särskilt om bombdådet i Warrington 1993, då två barn dödades och ytterligare 56 personer skadades. 
Låten känns lätt igen på O'Riordans speciella sätt att sjunga den upprepade slutstavelsen i refrängordet Zombie: rösten hoppar effektfullt mellan vitt skilda tonlägen under stavelsens uttal. Zombie återfinns på albumet No Need to Argue från 1994.
2017 gavs en akustisk version av låten ut på albumet Something Else.

## Låtlistor och format
CD-singel
1. "Zombie" (Fullängdversionen från albumet) – 5:06
2. "Away" – 2:39
3. "I Don't Need" – 3:31

Båda b-sidor var tidigare outgivna. "Away" hamnade senare på soundtracket till filmen Clueless.
Limited Edition CD-singel
1. "Zombie" – 5:09
2. "Waltzing Back" (Live at the Fleadh Festival, 11 June 1994) – 3:45
3. "Linger" (Live at the Fleadh Festival, 11 June 1994) – 5:25

CD-Promo
1. Zombie (Edit) - 3:55
2. Zombie (Album version) - 5:06

7"-singel
1. "Zombie"
2. "Away"

## Musikvideon
Låten "Zombie" släpptes i oktober 1994 tillsammans med en musikvideo. Videon är regisserad av Samuel Bayer och producerad av Doug Friedman.
Låtens musikvideo laddades upp på YouTube den 16 juni 2009 och hade visats över 1,1 miljarder gånger den 12 december 2021.

## Coverversioner
Låten har tolkats och spelats in av en rad artister och grupper, bland andra Breed 77, Christophe Willem, Jay Brannan, Skott Freedman, Sarah Jezebel Deva och Amanda Palmer.
Den 19 januari 2018 utgav metalcore-bandet Bad Wolves en cover på låten. Fyra dagar innan utgivningsdatumet hade bandet planer på att fastställa O'Riordan åter på sång, men då hon avled samma dag fick Bad Wolves släppa tolkningen utan henne som en hyllning. Även texten blev ändrad, "since 1916" ersattes av "in 2018" och ordet "drones" (en referens till drönare) tillades.